# Ígor Diákonov
Ígor Mijáilovich Diákonov (Petrogrado, Unión Soviética, 30 de diciembre de 1914 o 12 de enero de 1915 – San Petersburgo, 2 de mayo de 1999) fue un historiador, lingüista, y traductor ruso; y fue una de las autoridades más importantes en lenguajes del Antiguo Oriente Próximo y sus lenguajes.